# Pareustroma reticulata
Pareustroma reticulata là một loài bướm đêm trong họ Geometridae.